# Sizwe Motaung
Sizwe Motaung (ur. 7 stycznia 1970 w Newcastle, zm. 16 sierpnia 2001 tamże) – południowoafrykański piłkarz grający na pozycji pomocnika. Grał m.in. w Jomo Cosmos, FC Sankt Gallen i CD Tenerife. 51 razy zagrał w reprezentacji swojego kraju.
Zmarł 16 sierpnia 2001 po dwóch miesiącach nierozpoznanej choroby w wieku 31 lat.